# Osmia subcornuta
Osmia subcornuta är en biart som beskrevs av Morawitz 1875. Osmia subcornuta ingår i släktet murarbin, och familjen buksamlarbin. Inga underarter finns listade i Catalogue of Life.